# Tlstá hora (1063 m)
Tlstá hora – szczyt w Wielkiej Fatrze na Słowacji. Wznosi się w jej części zwanej Szypską Fatrą. Różne źródła podają różną wysokość: 1063 m na mapie Tatraplanu i na wersji OTMH internetowej mapy Słowacji, lub 1075 na wersji SHOcart tej samej mapy.
Tlstá hora znajduje się pomiędzy szczytami Klzká hora (1115 m) i Kotolnica (869 m). W dolnej części stoków północno-zachodnich znajduje się osada Studničná będąca częścią wsi Komjatná. Stoki zachodnie opadają do dolinki wcinającej się w północne stoki przełęczy Sedlo pod Radičinou. Stoki wschodnie opadają do doliny potoku Likavka (Likavčanka).
Tlstá hora jest porośnięta lasem, bezleśne są tylko dolne części jej stoków. W partiach szczytowych znajdują się wapienne wychodnie. Przez Tlstą hore nie prowadzi żaden znakowany szlak turystyczny, ale stokami wschodnimi na wysokości około 810–860 m biegnie droga leśna.